# 宮城美智子
宮城美智子（みやぎ みちこ、1947年 - ）は、収納コーディネーター・スッキリ生活アドバイザー。滋賀県長浜市出身。元アート引越センターエプロンサービス担当部長。

## 概要
引っ越し時の整理整頓や収納に関して、現場に何度も足を運ぶことで顧客のニーズを掴み、「片付けサービス業として確立させた。」一万人以上ノモデルケースを知る。現在は収納講師としての育成と優良企業と提携しモデルルーム収納アドバイザー、公演活動を中心にTV・雑誌に活躍中。

## 人物
アート引越しセンターを60歳で退職した後、独立。
ハート引越しセンターにて収納コーディネーター　サポートレディ講師をつとめている。
講演会や執筆活動、若返り片付け術（朝日新聞出版）片付けスイッチがONになる本（主婦の友社）
「ため込む」と「老け込む」は一緒。 片付け上手は、老い上手。いつか使うは使わない。
1万件以上の家を片付けてきたからこその考え方を持っている。
最近では好きなもの・大切なものだけに囲まれた心豊かなシンプル生活空間を目指し
有料老人ホームでのモデルルームつくりにも力を入れている（藤沢エデンの園や、グレイプスふじみ野など）